# Пансофизм
Пансофизм или Пансофия (греч. παν… - всё, σοφία — мастерство, мудрость, всезнание) — философско-религиозное движение, направленное на достижение универсальных знаний, обобщение всех добытых цивилизацией знаний и донесение этого обобщëнного знания через школу на родном языке до всех людей независимо от общественной, расовой, религиозной принадлежности. Одна из концепций всеведения.
У истоков пансофизма стоял чех Ян Амос Коменский (1592—1670), основоположник научной педагогики. Принцип пансофизма является одним из важнейших в деятельности Коменского, гласившего, что все должны быть обучены всему. Коменский отстаивал что-то вроде всеобщего образования (Characteristica Universalis). Трактат Коменского о пансофии — Pansophiae prodromus (1639) — опубликован был в Лондоне в соавторстве с Сэмюэлем Хартлибом. За ним последовала вторая книга — Pansophiae diatyposis. Пансофия определялась Коменским как «полное понимание божественного порядка вещей». 
В 1659 г. шведский последователь Коменского, барон Бенгт Шютте, обсуждал в Лондоне с Робертом Бойлем и другими членами Невидимой коллегии создание города мудрости — Софополиса. Взамен того, что предлагал Шютте, в 1660 г. было организовано Лондонское Королевское общество. В 1666 г. Шютте предложил курфюрсту Бранденбурга вместо запланированного университета создать в окрестностях Берлина целый город учёных — «Соломонов дом».
Англо-русский словарь по психоаналитике (2013) понимает пансофизм как претензию на обладание универсальным знанием.